# Osvobození Rožnova pod Radhoštěm
Osvobození města Rožnov pod Radhoštěm proběhlo 4. až 6. května 1945. Město bylo osvobozeno 4. ukrajinským frontem, přesněji jejím 17. gardovým střeleckým sborem. Rudá armáda město obsadila v rámci Ostravské operace.

## Průběh
Původní plán byl předání Rožnova bez boje, jelikož to nebylo důležité strategické místo, plány se změnily po osvobození Ostravy, kdy se německé jednotky připravovaly na vyrovnání fronty k českomoravské vrchovině a musely město udržet na nejméně 3 dny. Na počátku května Ferdinand Shörner ujišťoval tehdejšího starostu Robka o předání města do vojsk rudé armády.
V pátek dopoledne 4. května 1945, kdy ve městě se ještě v místních lázních léčili pacienti, začala bitva. V 11:30 začalo sovětské odstřelování od Hutiska, kdy byly i celé ulice v plamenech, které se místní obyvatelé snažili uhasit. Odstřelování pokračovalo po celý den, německá armáda se bránila házením granátů, nejen na civilisty. Rudá armáda se snažila projít přes Valašskou Bystřici a Hradisko, ale Němci dokázali udržet město pod kontrolou.
5. května vtrhla většina rudé armády do města, německá armáda se schovávala a útočila na armádu z říčky Hážovky, střechy kostela, nebo i z kopce Láň. V ten den se zde prakticky bojovalo o každý dům, kdy Němci vypálili celou Horní ulici (dnes Bayerovu) od Hutiska. Až k večeru střelba utichla a po domech ve městě zbyly jen komíny a pár zdí z vypálených domů.
6. května ráno německá armáda ustupovala a odpálila horní most u železniční stanice a dolní most směrem na Frenštát. Ráno tedy bylo město osvobozeno a od Rožnova se přes nedotknutý střední most postupovala rudá armáda dále do Valašského Meziříčí. Společně s osvobozením Rožnova byla osvobozena i Dolní Bečva, která odolávala kvůli silné německé dělostřelecké pozici.